# Индо-малайские дятлы
И́ндо-мала́йские дя́тлы (лат. Dinopium) — род птиц семейства дятловых. Объединяет 5 видов, распространённых в тропиках Южной и Юго-Восточной Азии. Имеет внешнее сходство с представителями другого рода семейства — султанскими дятлами (Chrysocolaptes), однако при этом оба эти рода не являются между собой ближайшими родственными группами.

## Описание
Это достаточно крупные дятлы с ярким разноцветным оперением, в котором наряду с чёрными и белыми деталями сочетаются красные, бордовые, оливково-зелёные и золотистые тона. Как и султанских дятлов, у всех видов на голове хорошо развит хохолок — ярко-красный у самцов и жёлтый либо тёмный у самок. Хвост длинный, довольно мягкий и вогнутый. Клюв короткий либо средней длины, слабо изогнут книзу, острый или долотообразный. Ноздри расположены близко друг к другу и частично покрыты щетинками. На ногах у двух видов три, у оставшихся двух четыре пальца, при этом первый палец, если и присутствует, то сильно укорочен. Задний палец несколько короче, чем два передних. Для всех видов характерны громкие булькающие, иногда напоминающие истерический хохот, крики.

## Распространение
Индо-малайские дятлы населяют различные типы лесов в тропических районах Азии от Пакистана к востоку до Явы и Калимантана. Гималайский индо-малайский дятел населяет зрелые равнинные леса в предгорьях и долинах Гималаев (Непал и Бутан), на востоке Индии, в Бангладеш и Мьянме. Ареал золотоспинного индо-малайского дятла наиболее обширный среди всех видов — он охватывает большую часть Индокитая, полуостров Малакка, Суматру, Яву, Калимантан и Палаван. Кроме того, изолированный участок ареала имеется на юго-западе Индии в горном массиве Западные Гаты. Места обитания золотоспинного дятла — влажные разреженные и молодые леса, кустарниковые и мангровые заросли. Наконец, малый индо-малайский дятел распространён в различных типах леса на большей части Индии, в Шри-Ланке, Пакистане и северо-западной части Мьянмы.

## Систематика
Несмотря на сильное внешнее сходство и часто общие участки ареала (симпатрию) индо-малайских и султанских дятлов, эти два рода дятлов принадлежат к различным эволюционным линиям семейства. Согласно данным молекулярного анализа, полученным специалистами из Канзасского университета, ближайшими родственниками индо-малайских дятлов являются малоизученные волнистые дятлы (Meiglyptes) и возможно короткохвостые дятлы (Hemicircus), а также недавно выделенный в монотипический род рыжий дятел (Micropternus brachyurus).
По данным базы Международного союза орнитологов в составе рода Dinopium выделяют 5 видов:
- Dinopium shorii (Vigors, 1831) — Гималайский индо-малайский дятел
- Dinopium javanense (Ljungh, 1797) — Золотоспинный индо-малайский дятел
- Dinopium everetti (Tweeddale, 1878)
- Dinopium benghalense (Linnaeus, 1758) — Малый индо-малайский дятел
- Dinopium psarodes (Lichtenstein, 1793)

Большое филогенетическое исследование семейства дятлов Picidae, опубликованное в 2017 году, показало, что род является парафилетическим. Dinopium rafflesii, который ранее входил в род Dinopium, более тесно связан с Gecinulus grantia, чем с другими представителями рода Dinopium.